# Championnat du Moyen Orient de Formule 4
Le Championnat du Moyen-Orient de Formule 4 est un championnat de course automobile sur circuit fermé certifié par la FIA de Formule 4.
Il est créé en 2025 et remplace le Championnat des Émirats arabes unis de Formule 4.

## Règlements technique et sportif
Le championnat se dispute en 5 manches réparties sur 3 circuits.
Chaque manche est composée de 3 courses.

### Système de points
| Position | 1  | 2  | 3  | 4  | 5  | 6  | 7 | 8 | 9 | 10 | 11 | 12 | Pole |
| Points   | 30 | 22 | 18 | 15 | 12 | 10 | 8 | 6 | 4 | 3  | 2  | 1  | 2    |

En plus du classement général, un classement secondaire existe pour les Rookies.

### Ecuries
Une écurie ne peut pas aligner plus de quatre monoplaces. Une cinquième est toutefois possible si elle est à destination d'une pilote.
| Nationalité                     | Nom                           |
| ------------------------------- | ----------------------------- |
| Drapeau de l'Australie          | Evans GP                      |
| Drapeau de l'Inde               | Mumbai Falcons Racing Limited |
| Drapeau des Émirats arabes unis | AKCEL GP / PHM Racing         |
| Drapeau des Émirats arabes unis | Yas Heat Racing Academy       |
| Drapeau de l'Irlande            | Pinnacle Motorsport           |
| Drapeau du Qatar                | QMMF                          |
| Drapeau des Émirats arabes unis | Xcel Motorsport               |
| Drapeau de la France            | R-ace GP                      |
| Drapeau de l'Italie             | Prema Racing                  |

### Monoplace
Les monoplaces sont des F4 Tatuus F4-T421 propulsé par un moteur Abarth.

### Circuits
|   | Circuit                         | Nombre d'épreuves | Années |
| - | ------------------------------- | ----------------- | ------ |
| 1 | Circuit Yas Marina              | 3                 | 2025   |
| 2 | Dubai Autodrome                 | 1                 | 2025   |
| 3 | Circuit International de Losail | 1                 | 2025   |

Pour la première édition, les épreuves se déroulent du 18 janvier au 28 février 2025.